# Antsakoamanondro
Antsakoamanondro is een plaats in Madagaskar gelegen in de regio Diana. In 2001 telde de plaats bij de volkstelling 5622 inwoners.
In de plaats is basisonderwijs en voortgezetonderwijs voor jonge kinderen beschikbaar. 98 % van de bevolking is landbouwer. Er wordt met name rijst verbouwd, maar koffie, gerber en sinaasappelen komt ook voor. 0,02 % van de bevolking is werkzaam in de dienstensector en 1,98 % van de bevolking voorziet zich via visserij in levensonderhoud.